# ヒヨコと道化と不思議の町と
『ヒヨコと道化と不思議の町と』（ヒヨコとどうけとふしぎのまちと）は、とりねこ。による日本の漫画作品。『コミックギア』（芳文社）Vol.001（創刊号）からVol.002（最終号）まで連載された。

## 概要
とりねこ。の初連載作品。異世界を中心として物語が進行する形態となっている。主人公のヒヨコが母の友人に会うために訪問するという筋立てで住人達との交流を描く。
掲載誌の休刊により物語が完結しないまま連載終了となり、単行本も発売されていない。掲載誌の公式サイトでは本作を含めた連載作品の続きが読めるかどうかは作者のホームページ等をチェックしてほしいという旨を記載していたが、現在まで本作の連載はされていない。

## 登場人物
ヒヨコ
主人公。困っている人をほっとけないお人好し。体力なさは根性でカバー。
ヤキトリ
ヒヨコのペットで相棒のインコ。いろいろな言葉を覚えるが口が悪い。
ネロ
ヒヨコの母の友人で、ヒヨコの面倒をみてくれる親切な人。いつも変な被り物をしているが、町の人に慕われている。